# Слюсаренко, Владимир Алексеевич
Влади́мир Алексе́евич Слюсаре́нко (14 мая 1857 — 22 мая 1933) — генерал от инфантерии, герой русско-японской войны.

## Биография
Православный. Из дворян. Старший брат Виктор (р. 1854) — генерал-майор.
Окончил 1-ю Санкт-Петербургскую военную гимназию (1873) и 1-е военное Павловское училище (1875), откуда был выпущен прапорщиком в 21-ю полевую пешую артиллерийскую бригаду.
Чины: подпоручик (1876), поручик (1877), штабс-капитан (1880), капитан (за отличие, 1882).
Участвовал в русско-турецкой войне 1877—1878 годов и ахал-текинской экспедиции. 12 марта 1895 года произведен в подполковники в сравнение с сверстниками, с назначением командиром 3-й батареи 9-й артиллерийской бригады. 27 февраля 1902 года произведен в полковники за отличие по службе, с назначением командиром 3-го дивизиона 27-й артиллерийской бригады.
21 августа 1903 года назначен командиром 1-го дивизиона 9-й артиллерийской бригады, с которой участвовал в русско-японской войне. В бою при Дашичао опробовал новый метод стрельбы с закрытых позиций, позволивший подавить японскую артиллерию. Удостоен ордена Св. Георгия 4-й степени
За то, что в бою 17 и 18 августа 1904 года под гор. Ляояном, благодаря искусной стрельбе из орудий своего дивизиона, заставил замолчать большую неприятельскую батарею, подавлявшую своим огнём огонь трех наших батарей, и тем дал возможность, оправившись, нашим батареям продолжать действовать.
23 августа 1905 года назначен командующим 45-й артиллерийской бригадой, 20 мая 1906 года — командующим 2-й гренадерской артиллерийской бригадой, а 29 июня того же года произведен в генерал-майоры за отличия в делах против японцев, с утверждением в должности. 12 сентября 1907 года назначен исправляющим должность начальника артиллерии 19-го армейского корпуса, 21 марта 1908 года — и. д. начальника артиллерии 2-го Кавказского армейского корпуса. 29 марта 1909 года произведен в генерал-лейтенанты, с утверждением в должности.
15 мая 1910 года назначен начальником 43-й пехотной дивизии, с которой и вступил в Первую мировую войну. Во время похода в Восточную Пруссию временно возглавлял 2-й армейский корпус после назначения генерала Шейдемана командующим 2-й армией. Военный историк генерал-лейтенант Н. Н. Головин позднее писал:

Исследователь этой операции не может не отметить высокого искусства в действиях, проявленного команд. II русск. корпуса генерала Слюсаренко, а также и его энергии, которые содействовали спасению всей 1-й армии.

24 октября 1915 года назначен командиром 28-го армейского корпуса, а 6 декабря того же года произведен в генералы-от-инфантерии за отличие по службе. В марте 1916 года участвовал в Нарочской операции В августе 1917 года покинул свою должность.
После Октябрьской революции выехал на Украину. В июне—ноябре 1918 года служил в гетманской армии, командовал 6-м Полтавским корпусом. 29 ноября 1918 был арестован отрядами Директории, занявшими Полтаву. В декабре выехал на Дон, с 9 декабря 1918 состоял в резерве чинов при штабе главнокомандующего ВСЮР в Екатеринодаре. С 4 ноября 1919 года служил в проверочной комиссии тыловых учреждений.
В 1920 году эмигрировал в Югославию. Состоял членом Общества русских артиллеристов и Общества юнкеров Павловского военного училища.
Умер в 1933 году в Белой Церкви. Был женат на дочери инженер-капитана В. П. Прасоловой, имел дочь. Оставшаяся в Советском Союзе семья долгое время ничего не знала о судьбе Владимира Алексеевича, считая его погибшим в Гражданскую войну.

## Награды
- Орден Святой Анны 4-й ст. (1878)

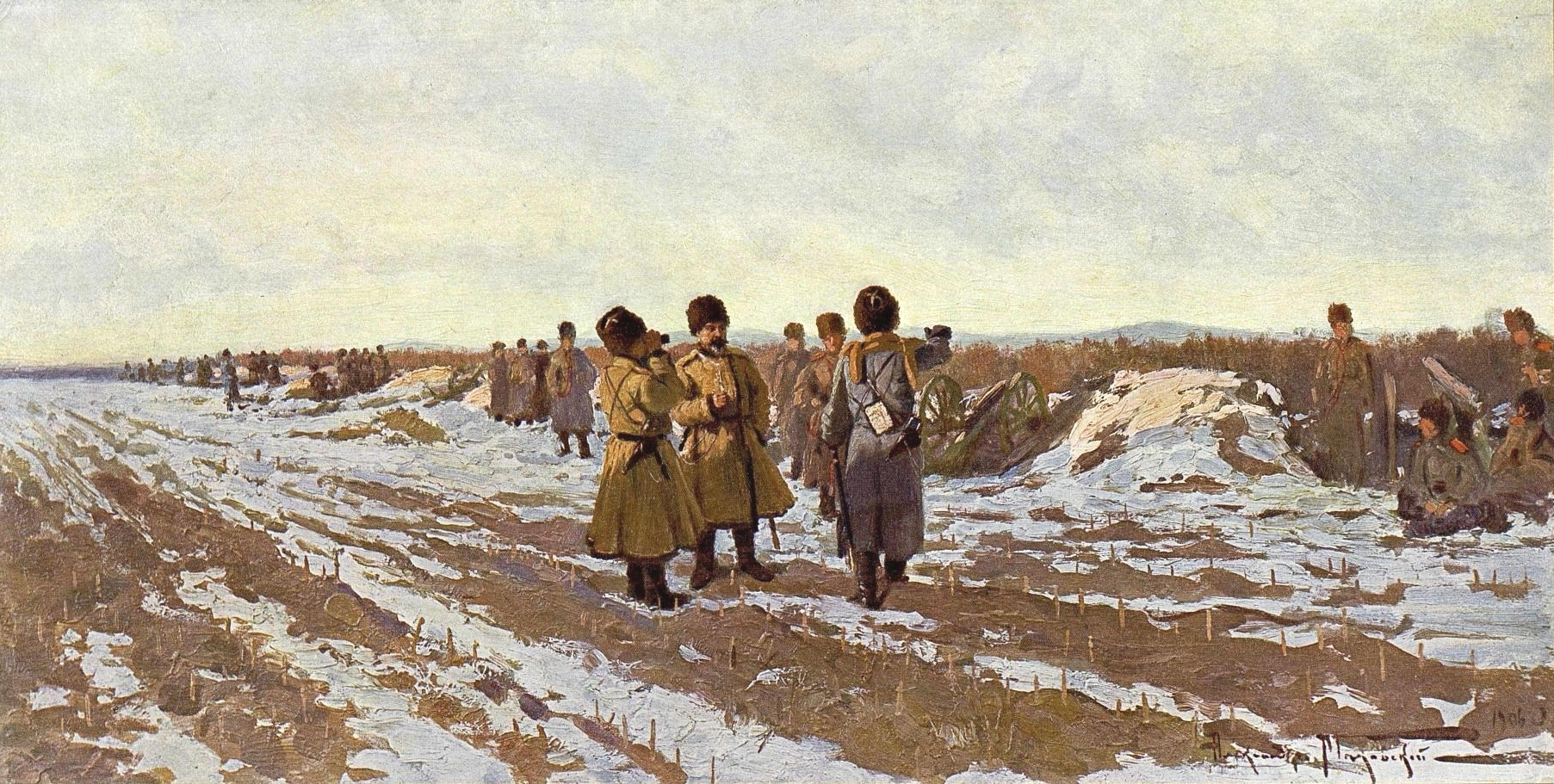
Батарея полковника Слюсаренко у Вафангоу.

- Орден Святого Станислава 3-й ст. с мечами и бантом (1878)
- Орден Святой Анны 3-й ст. с мечами и бантом (1882)
- Орден Святого Станислава 2-й ст. (1892)
- Орден Святой Анны 2-й ст. (1894)
- Орден Святого Владимира 4-й ст. (1898)
- Орден Святого Владимира 3-й ст. с мечами (ВП 23.11.1905)
- Орден Святого Георгия 4-й ст. (ВП 13.02.1905)
- Золотое оружие «За храбрость» (ВП 03.11.1906)
- Орден Святого Станислава 1-й ст. (1908)
- Орден Святой Анны 1-й ст. (1913)
- мечи к ордену Святой Анны 1-й ст. (ВП 16.11.1914)
- Орден Святого Владимира 2-й ст. с мечами (ВП 02.03.1915)
- Орден Белого Орла с мечами (ВП 26.05.1915)